# Nieder-Ofleiden
Nieder-Ofleiden ist ein Stadtteil von Homberg (Ohm) im mittelhessischen Vogelsbergkreis.

## Geographie

### Geographische Lage
Die Gemeinde Nieder-Ofleiden, einer von 14 Ortsteilen der Stadt Homberg an der Ohm, liegt etwa 15 km südöstlich von Marburg, am Südostrand des Amöneburger Beckens (Ohmtalsenke) am Fuße des 358 m hohen Hochberges. Unterhalb des Ortes fließt der Fluss „Ohm“, ein Nebenlauf der Lahn. Nieder-Ofleiden ist überwiegend ländlich strukturiert.

### Nachbarorte
| Mardorf           | Langenstein                                 | Lehrbach  |
| Rauischholzhausen | Kompassrose, die auf Nachbargemeinden zeigt | Dannenrod |
| Deckenbach        | Homberg                                     | Maulbach  |

## Geschichte

### Ortsgeschichte

#### Mittelalter
Die Ersterwähnung von Ofleiden erfolgte zwischen 750 und 779 „... bona sua in Vfleida“ (Seine Güter in Ofleiden). Vor dem 13. Jahrhundert ist nicht unterscheidbar ob es sich um Nieder- oder Ober-Ofleiden handelt. In einer Urkunde von 1224 überließ der Mainzer Erzbischof Siegfried II. von Eppstein dem Kloster Haina in Haarhausen und in Nieder-Ofleiden Einkünfte von 16 Mark aus seinen dortigen Gütern. Um 1160 wurde im Codex Eberhardi, dem berühmten Kopiar des Klosters Fulda, wird erstmals die Siedlungsform Villa genannt: „in villa vfleida.“ In einem Kopiar um 1150 lautet der Eintrag „... in Vfleidon II mansi“. Ein weiteres Kopiar, datiert um 1300, nennt für 1151 den Archipresbyter (Erzpriester) Wiger de Vfleiden. Erst aus einem weiteren Kopiar von 1248/49 erschließt sich indirekt, dass die Siedlung nun zwischen Nieder- und Ober-Ofleiden unterschieden wird, denn es heißt in einem Kopiar „in inferiori Vfleyiden“. Nieder-Ofleiden wird 1264 erwähnt, als Guntram Schenck zu Schweinsberg der Zisterzienserabtei Haina einige Höfe in Nieder-Ofleiden schenkte. Ein späterer Brief der Schencken zu Schweinsberg Johannes und Heidenreich an den landgräflichen Vasallen Volpracht von Schwalbach vom 8. Juni 1395 erwähnt, dass Nieder-Ofleiden im 13. und 14. Jahrhundert Zehnten sowie Zinsrenten an den bischöflichen Kellerer von Amöneburg entrichtet. Bereits aus dem 16. Jahrhundert datiert die Aufzählung der Dörfer „Niddernufleyden, Obernufleiden“ in einem Salbuch von 1568.
Der Ortsname beruht auf dem ahd. „leita“ bzw. mhd. „leite“, was im Neuhochdeutschen Weg bedeutet. Dies findet sich auch im Ortsnamen Leihgestern. Demnach wäre Ofleiden, die an dem Höhenweg hinziehende Siedlung.

#### Neuzeit
Zur Zeit des Dreißigjährigen Krieges wurde das Dorf immer wieder von marodierenden und durchziehenden Soldaten geplündert. In den letzten Kriegsjahren kam es im Raum Homberg wiederholt zu Kämpfen zwischen kaiserlichen und schwedischen Truppen. Dabei kam es zu schweren Verlusten in Nieder-Ofleiden. Wurden 1633 noch 39 Haushalte im Dorf gezählt, waren es 1648 nur noch 16 Haushalte.
Die Statistisch-topographisch-historische Beschreibung des Großherzogthums Hessen berichtet 1830 über Nieder-Ofleiden:

„Niederofleiden (L. Bez. Kirtorf) evangel. Filialdorf, liegt an der Ohm, 2 1⁄2 St. von Kirtors, hat 79 Häuser und 503 Einwohner, die alle evangelisch sind. Man findet hier 1 Kirche, 1 Schulhaus, ein Grenznebenzollamt II. Klasse, und einen Bruch von weißen Sandsteinen. Der frühere Name war Uffleyden inferius. Guntram, Schenk von Schweinsberg, besaß hier Güter, welche er, 1264, dem Kloster Haina zum Seelenheil seiner Gemahlin Gisela schenkte.“

### Geschichte des Schulwesens
Im 17. Jahrhundert erhielt die Gemeinde Nieder-Ofleiden eine eigene Schule. Die erste Schule befand sich auf dem Anwesen von Familie H. J. Lanz, später im Hause der Familie Karl Pfeil, beide in der Mittelstraße gelegen. Der Lehrer, zugleich Handwerker, unterrichtete im Sommer auf 2, im Winter 6 Stunden. Es folgte der Bau eines separaten Lehrerhauses in der Schulstraße 1. 1912 wurde ein zweiklassiges Schulgebäude erbaut, welches zudem die Bürgermeisterei beherbergte. Mit dem Neubau der „Ohmtalschule“ in Homberg/Ohm wurde der Schulbetrieb 1974 in Nieder-Ofleiden eingestellt.
Gegen Ende des 19. Jahrhunderts wurde in Nieder-Ofleiden die erste wirtschaftliche Frauenschule Deutschlands gegründet, von Dorette Freifrau Schenck zu Schweinsberg und Fräulein Ida von Kortzfleisch. Gelehrt wurden Kochen, Hausarbeit, Wäschepflege, Gartenarbeit, Geflügelzucht sowie Wirtschaftsverwaltung. 1898 kamen ein Kindergarten sowie eine Hauswirtschaftsschule für die weibliche Landjugend hinzu. Die Ausbildung der Landjugend ist noch heute unter dem Namen „Reifenstein’scher Verband wirtschaftlich orientierter Frauenschulen“ bekannt.

### Geschichte des Steinbruchs

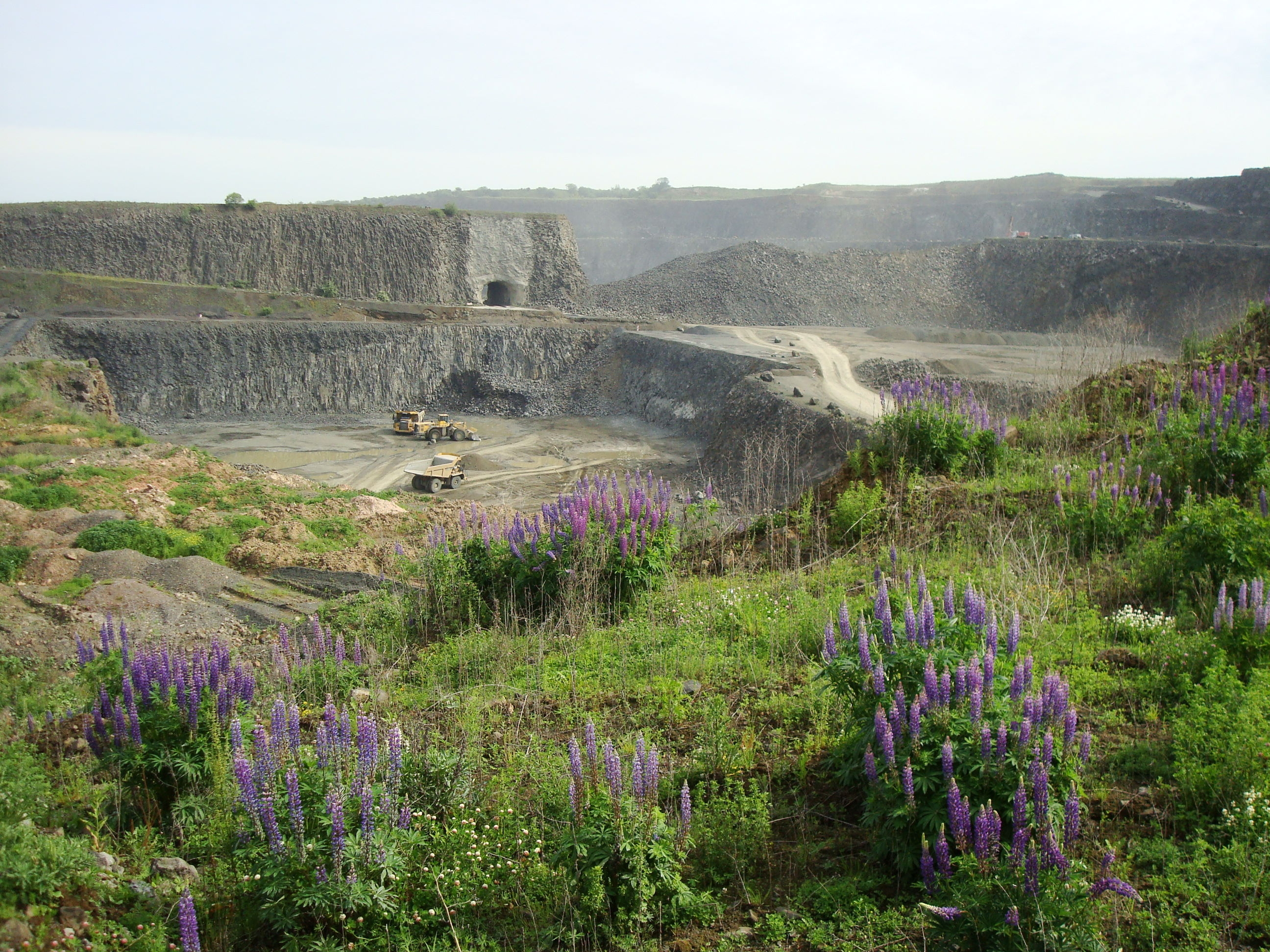
Basaltsteinbruch Nieder-Ofleiden 2010

Der Bauunternehmer Busch erwarb für 2.700 Reichsmark das Gelände und eröffnete einen Basaltsteinbruch. Im Jahr 1909 wurde dieser für über 51.000 Reichsmark an die Mitteldeutsche Hartstein Industrie AG verkauft, 1928 waren über 400 Arbeiter beschäftigt. Der Abbau geschah bis 1948 vorwiegend manuell und war mit schwierigen Arbeitsbedingungen verbunden.
Mit dem Bergbau hing auch die Bevölkerungszunahme zusammen, die seit Anfang des 20. Jahrhunderts zu beobachten ist. Im Zuge der Weltwirtschaftskrise mussten viele Mitarbeiter entlassen werden, bevor der Bau der Reichsautobahn den Aufschwung brachte. Während des Zweiten Weltkrieges mussten im Steinbruch französische Kriegsgefangene Zwangsarbeit leisten. Von 1948 an wurde mit der Teilmechanisierung des Abbaus begonnen. Heute umfasst die Belegschaft etwa 40 Mitarbeiter. Der Steinbruch zählt zu den größten und modernsten Anlagen weltweit.

### Nationalsozialismus
Bei den Reichstagswahlen von 1933 wählte fast die Hälfte der Nieder-Ofleider Bürger die beiden Links-Parteien SPD und KPD. Wie die Oberhessische Zeitung berichtete kam es am 17. Juni 1932 zu einer Auseinandersetzung, als Angehörige der kommunistischen Partei 54 Anhänger der SA Alsfeld überfielen, was zu zahlreichen Verhaftungen im Dorf führte.
Im Zweiten Weltkrieg wurde zwischen dem Basaltwerk und dem Bahnhof ein vollbeladener Munitionszug von Tieffliegern angegriffen, zerstörte jedoch nur dessen Lokomotive. Weiter war lediglich ein Bombenabwurf zu verzeichnen, ein Blindgänger.

### Nachkriegszeit
In den Zeiten des Wirtschaftswunders wurden alle Straßen asphaltiert und mit Beleuchtung versehen. Gemeinschaftsbauten folgten, wie eine Gefrieranlage, ein Feuerwehrhaus mit Bauhof, ein Zuchtbullenstall, sowie eine Feuerlöschzisterne.
Zum 31. Dezember 1971 wurde die bis dahin selbständige Gemeinde Nieder-Ofleiden im Zuge der Gebietsreform in Hessen auf freiwilliger Basis als Stadtteil in die Stadt Homberg (Ohm) – damals noch mit dem Namen Homberg (Kreis Alsfeld) – eingegliedert.
Für alle durch die Gebietsreform nach Homberg eingegliederten Gemeinden und die Kernstadt wurden Ortsbezirke mit Ortsbeirat und Ortsvorsteher nach der Hessischen Gemeindeordnung gebildet. In den Jahren 2010–2016 verzeichnete die Gemeinde den größten Zuwachs von Gewerbetreibenden im Stadtgebiet.

### Verwaltungsgeschichte im Überblick
Die folgende Liste zeigt die Staaten und Verwaltungseinheiten, denen Nieder-Ofleiden angehört(e):
- vor 1567: Heiliges Römisches Reich, Landgrafschaft Hessen, Amt Homberg an der Ohm
- ab 1567: Heiliges Römisches Reich, Landgrafschaft Hessen-Marburg, Amt Homberg an der Ohm[17]
- 1604–1648: Heiliges Römisches Reich, strittig zwischen Landgrafschaft Hessen-Darmstadt und Landgrafschaft Hessen-Kassel (Hessenkrieg)
- ab 1604: Heiliges Römisches Reich, Landgrafschaft Hessen-Darmstadt, Oberfürstentum Hessen, Amt Homberg an der Ohm[18]
- ab 1806: Großherzogtum Hessen,[Anm. 2] Fürstentum Oberhessen, Amt Homberg an der Ohm[19][20]
- ab 1815: Großherzogtum Hessen[Anm. 3], Provinz Oberhessen, Amt Homberg an der Ohm[21]
- ab 1821: Großherzogtum Hessen, Provinz Oberhessen, Landratsbezirk Kirtorf[22][Anm. 4]
- ab 1832: Großherzogtum Hessen, Provinz Oberhessen, Kreis Alsfeld
- ab 1848: Großherzogtum Hessen, Regierungsbezirk Alsfeld
- ab 1852: Großherzogtum Hessen, Provinz Oberhessen, Kreis Alsfeld
- ab 1866: Norddeutscher Bund[Anm. 5], Großherzogtum Hessen, Provinz Oberhessen, Kreis Alsfeld
- ab 1871: Deutsches Reich, Großherzogtum Hessen, Provinz Oberhessen, Kreis Alsfeld
- ab 1918: Deutsches Reich (Weimarer Republik), Volksstaat Hessen, Provinz Oberhessen, Kreis Alsfeld
- ab 1938: Deutsches Reich, Volksstaat Hessen, Landkreis Alsfeld[23][Anm. 6]
- ab 1945: Amerikanische Besatzungszone,[Anm. 7] Groß-Hessen, Regierungsbezirk Darmstadt, Landkreis Alsfeld
- ab 1946: Amerikanische Besatzungszone, Land Hessen, Regierungsbezirk Darmstadt, Landkreis Alsfeld
- ab 1949: Bundesrepublik Deutschland, Land Hessen, Regierungsbezirk Darmstadt, Landkreis Alsfeld
- ab 1972: Bundesrepublik Deutschland, Land Hessen, Regierungsbezirk Darmstadt, Vogelsbergkreis, Stadt Homberg (Ohm)[Anm. 8]
- ab 1981: Bundesrepublik Deutschland, Land Hessen, Regierungsbezirk Gießen, Vogelsbergkreis, Stadt Homberg (Ohm)

### Gerichte seit 1803
In der Landgrafschaft Hessen-Darmstadt wurde mit Ausführungsverordnung vom 9. Dezember 1803 das Gerichtswesen neu organisiert. Für die Provinz Oberhessen wurde das Hofgericht Gießen als Gericht der zweiten Instanz eingerichtet. Die Rechtsprechung der ersten Instanz wurde durch die Ämter bzw. Standesherren vorgenommen und somit war für Nieder-Ofleiden das „Amt Homberg an der Ohm“ zuständig. Das Hofgericht war für normale bürgerliche Streitsachen Gericht der zweiten Instanz, für standesherrliche Familienrechtssachen und Kriminalfälle die erste Instanz. Übergeordnet war das Oberappellationsgericht Darmstadt.
Mit der Gründung des Großherzogtums Hessen 1806 wurde diese Funktion beibehalten, während die Aufgaben der ersten Instanz 1821 im Rahmen der Trennung von Rechtsprechung und Verwaltung auf die neu geschaffenen Landgerichte übergingen. „Landgericht Homberg an der Ohm“ war daher von 1821 bis 1879 die Bezeichnung für das erstinstanzliche Gericht in Homberg an der Ohm, das für Nieder-Ofleiden zuständig war.
Anlässlich der Einführung des Gerichtsverfassungsgesetzes mit Wirkung vom 1. Oktober 1879, infolge derer die bisherigen großherzoglich hessischen Landgerichte durch Amtsgerichte an gleicher Stelle ersetzt wurden, während die neu geschaffenen Landgerichte nun als Obergerichte fungierten, kam es zur Umbenennung in „Amtsgericht Homberg an der Ohm“ und Zuteilung zum Bezirk des Landgerichts Gießen. Am 15. Juni 1943 wurde das Gericht zur Zweigstelle des Amtsgerichts Alsfeld, aber bereits wieder mit Wirkung vom 1. Juni 1948 in ein Vollgericht umgewandelt. Am 1. Juli 1968 erfolgte die Auflösung des Amtsgerichts Homberg, und Nieder-Ofleiden wurde dem Bereich des Amtsgerichts Kirchhain zugeteilt. 1973 wechselte die Stadt Homberg an der Ohm und mit ihr Nieder-Ofleiden in den Zuständigkeitsbereich des Amtsgerichts Alsfeld. In übergeordneten Instanzen sind jetzt das Landgericht Gießen, das Oberlandesgericht Frankfurt am Main sowie der Bundesgerichtshof als letzte Instanz zuständig.

### Einwohnerentwicklung
| Quelle: Historisches Ortslexikon |                                    |
| • 1577:                          | 040 Hausgesesse mit acht Wagen     |
| • 1791:                          | 315 Einwohner                      |
| • 1800:                          | 360 Einwohner                      |
| • 1806:                          | 403 Einwohner, 63 Häuser           |
| • 1829:                          | 503 Einwohner, 79 Häuser           |
| • 1867:                          | 441 Einwohner, 72 bewohnte Gebäude |
| • 1875:                          | 404 Einwohner, 72 bewohnte Gebäude |

| Nieder-Ofleiden: Einwohnerzahlen von 1791 bis 2019 | Nieder-Ofleiden: Einwohnerzahlen von 1791 bis 2019 | Nieder-Ofleiden: Einwohnerzahlen von 1791 bis 2019 | Nieder-Ofleiden: Einwohnerzahlen von 1791 bis 2019 | Nieder-Ofleiden: Einwohnerzahlen von 1791 bis 2019 |
| --- | -------------------------------------------------- | -------------------------------------------------- | -------------------------------------------------- | -------------------------------------------------- |
| Jahr |                                                    |                                                    |                                                    | Einwohner                                          |
| 1791 | 1791                                               |                                                    | 315                                                | 315                                                |
| 1800 | 1800                                               |                                                    | 360                                                | 360                                                |
| 1806 | 1806                                               |                                                    | 403                                                | 403                                                |
| 1829 | 1829                                               |                                                    | 503                                                | 503                                                |
| 1834 | 1834                                               |                                                    | 496                                                | 496                                                |
| 1840 | 1840                                               |                                                    | 480                                                | 480                                                |
| 1846 | 1846                                               |                                                    | 504                                                | 504                                                |
| 1852 | 1852                                               |                                                    | 528                                                | 528                                                |
| 1858 | 1858                                               |                                                    | 482                                                | 482                                                |
| 1864 | 1864                                               |                                                    | 435                                                | 435                                                |
| 1871 | 1871                                               |                                                    | 404                                                | 404                                                |
| 1875 | 1875                                               |                                                    | 404                                                | 404                                                |
| 1885 | 1885                                               |                                                    | 436                                                | 436                                                |
| 1895 | 1895                                               |                                                    | 400                                                | 400                                                |
| 1905 | 1905                                               |                                                    | 435                                                | 435                                                |
| 1910 | 1910                                               |                                                    | 460                                                | 460                                                |
| 1925 | 1925                                               |                                                    | 489                                                | 489                                                |
| 1939 | 1939                                               |                                                    | 817                                                | 817                                                |
| 1946 | 1946                                               |                                                    | 860                                                | 860                                                |
| 1950 | 1950                                               |                                                    | 867                                                | 867                                                |
| 1956 | 1956                                               |                                                    | 807                                                | 807                                                |
| 1961 | 1961                                               |                                                    | 789                                                | 789                                                |
| 1967 | 1967                                               |                                                    | 900                                                | 900                                                |
| 1980 | 1980                                               |                                                    | ?                                                  | ?                                                  |
| 1990 | 1990                                               |                                                    | ?                                                  | ?                                                  |
| 2000 | 2000                                               |                                                    | ?                                                  | ?                                                  |
| 2011 | 2011                                               |                                                    | 801                                                | 801                                                |
| 2015 | 2015                                               |                                                    | 772                                                | 772                                                |
| 2019 | 2019                                               |                                                    | 766                                                | 766                                                |
| Datenquelle: Historisches Gemeindeverzeichnis für Hessen: Die Bevölkerung der Gemeinden 1834 bis 1967. Wiesbaden: Hessisches Statistisches Landesamt, 1968. Weitere Quellen: ; Stadt Homburg (Ohm); Zensus 2011 |                                                    |                                                    |                                                    |                                                    |

### Religionszugehörigkeit
| • 1829: | 503 evangelische (= 100 %) Einwohner                                |
| • 1961: | 677 evangelische (= 85,80 %), 104 katholische (= 13,18 %) Einwohner |

## Kultur und Sehenswürdigkeiten

### Naturdenkmäler

#### Linde an der alten Schafstränke

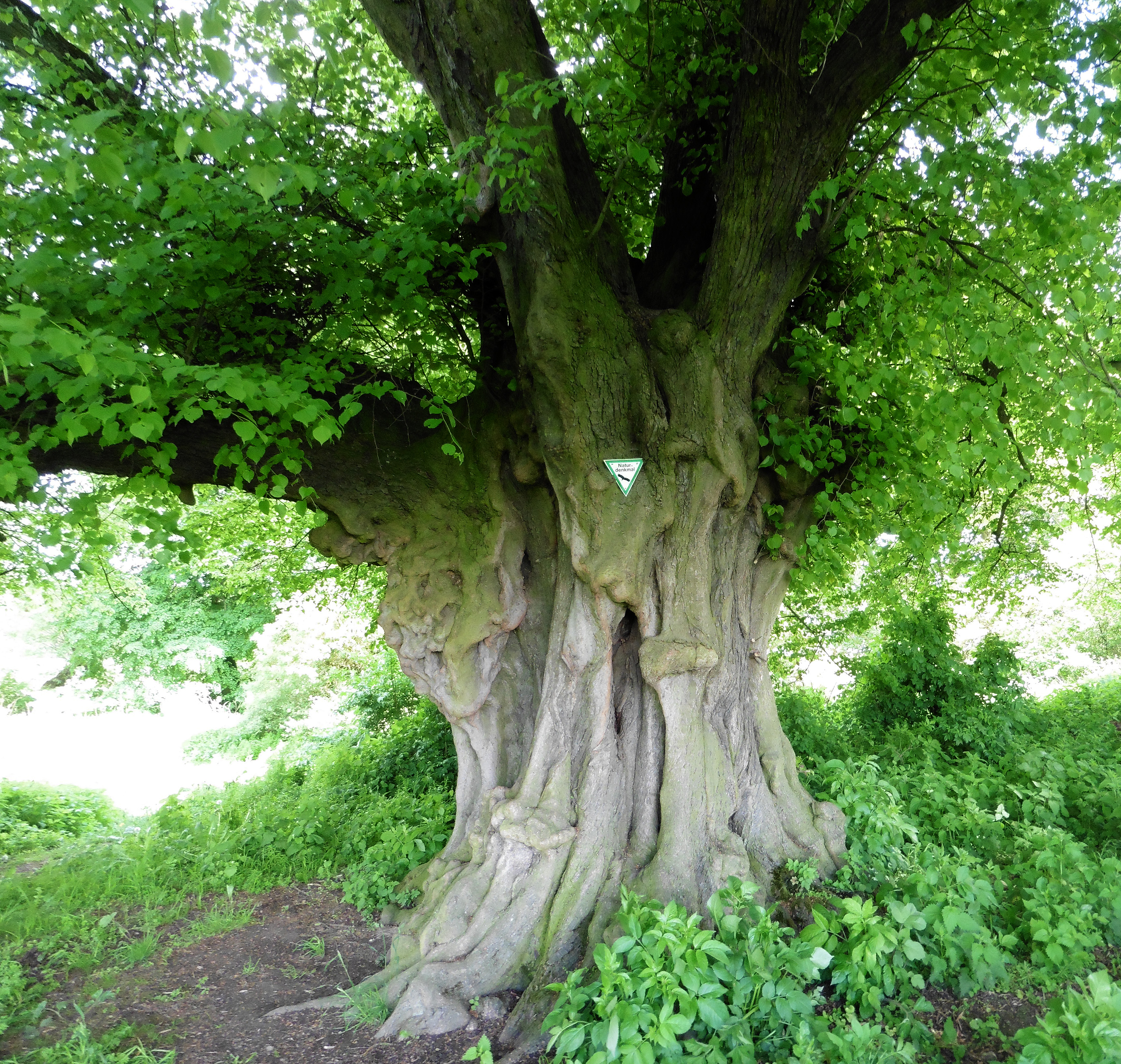
Linde an der alten Schafstränke

Diese knorrige alte Linde steht östlich, oberhalb des Ortes bei einer Baumgruppe auf freiem Feld. Zusammen mit weiteren Linden und anderen Bäumen bildet sie das Überbleibsel einer alten Hute. Ein langer Trog zum Tränken des Weideviehs steht noch dort.
Die Linde selbst zeigt an ihrem Grundstamm eine in skurrile Falten und Wülste gelegte Rinde. Der Stamm hat einen, zuletzt gemessenen Umfang von 6,05 m und verzweigt sich schon in geringer Höhe zu einer breitgefächerten Krone aus starken Einzelästen.

Sie ist Bestandteil eines der beiden Naturdenkmale mit der Bezeichnung „Zwei Linden“ und ist in der Liste der Naturdenkmale geführt mit der Nummer: 9.052.1
Unweit der alten Schafstränke, etwas weiter nordöstlich von dieser, steht das Naturdenkmal.

#### Dicke Steine
Felskegel in einer schon als kleines Wäldchen anzusehenden Baumgruppe. Beim Naturdenkmal wurde ein Grillplatz angelegt.
weitere Naturdenkmäler in Nieder-Ofleiden
Siehe: Liste der Naturdenkmale in Homberg (Ohm)

### Vereine
Das kulturelle Leben im Dorf prägen folgende Vereine:
- Burschenschaft 1963
- Evangelischer Posaunenchor
- Frauenchor
- Freiwillige Feuerwehr Nieder-Ofleiden
- Männergesangverein Harmonie
- Landfrauen Ohmtal
- Obst- und Gartenbauverein
- Sportverein Viktoria

## Wirtschaft und Infrastruktur
Neben einem großen Industriepark der Firma INO, der auch das Containerterminal Rhein/Ruhr beherbergt, befindet sich auf dem Gemeindegebiet noch Europas größter Basaltsteinbruch der Firma MHI, der alle drei Jahre Schauplatz der weltweit größten Demonstrationsmesse „Steinexpo“ ist. Er ist mit 160 ha der größte seiner Art in Europa. Jährlich werden ca. 800.000 t Basalt gefördert. Ferner gibt es im Ort noch eine Großbäckerei, eine Tankstelle, ein Hotel mit angrenzendem Cafe und zahlreiche kleinere Unternehmen.
Den öffentlichen Personennahverkehr stellt eine Buslinie der Verkehrsgesellschaft Oberhessen her.

## Persönlichkeiten
- Karl Georg Friedrich Schmitt (* 1804 in Nieder-Ofleiden; † 1890 in Mainz), evangelischer Geistlicher und Ehrenbürger der Stadt Mainz